# Ode Bertrand
Ode Bertrand, née en 1930 à Paris, est une peintre française.

## Biographie
Après avoir pratiqué la danse classique dans ses années de jeunesse, Ode Bertrand s’est dirigée vers les arts plastiques. Pendant 35 ans, elle a accompagné, comme assistante, Aurélie Nemours dont elle est la nièce.

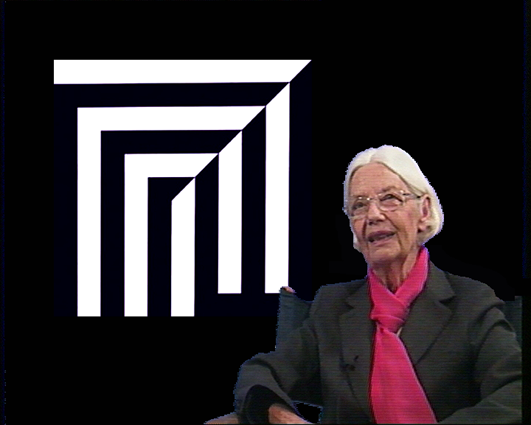
Ode Bertrand en 2009.

Parallèlement à l’activité d’assistante d’Aurélie Nemours, à la fois élève et disciple, Ode Bertrand a développé un œuvre personnel, dans la mouvance de l’art abstrait géométrique et de l’art concret. Son travail s’est porté sur des figures géométriques définies autour du nombre d’or, trames couvrant toute la surface picturale, en passant par des œuvres plus épurées où les structures jouent un rôle important, et jusqu’au signe, Le trait demeure le fil conducteur de son œuvre.

## Expositions personnelles
- 1977 : château du champ de bataille, Le Neubourg.
- 1978 : Centre culturel du lièvre d’Or, Dreux.
- 1981 : Fondation Taylor, Paris.
- 1982 : galerie Cahiers d’art, Paris.
- 1984 : galerie 30,Paris.
- 1990 : galerie d’art de l’hôtel Astra, Paris.
- 1992 : galerie Lahumière, Paris.
- 1993 : galerie Eveil, Riedisheim.
- 1995 : galerie Concreto, Calasetta.
- 1996 : galerie Olivier Nouvellet, paris, galerie Claude Dorval, Paris.
- 1999 : galerie Florence Arnaud, Paris.
- 2000 : galerie Evelyne Guichard, La Côte saint-André.
- 2003 : Atelier Fanal, Bâle.
- 2004 : galerie Cour carrée, Paris.
- 2005 : galerie La Ligne, Zurich, galerie Cour carrée, Paris.
- 2006 : galerie Orinis, Rennes.
- 2007 : galerie Cour carrée, Paris.
- 2007 : galerie Store, Berlin.
- 2008 : galerie La Ligne, Zürich.
- 2009 : avec Aurélie Nemours, Carrespace, Vallorbe.
- 2010 : Philippe Kang Gallery, Séoul.

## Expositions collectives
- 1983 : Thérèse d’Avila et l’art contemporain  Musée du Luxembourg, avec Simona Ertan, Henri Guérin, Jean-Marie Martin.
- 1986 : Art construit  espace Belleville, Paris.
- 1989 : Symposium of systematic and constructive art, Madrid.
- 1993 : Géométrisme et constructivisme, Institut français de Thessalonique.
- 1997 : Art construit/ Art concret  , Musée des Ursulines Macon.
- 1999 : Concret-Construit  Palais des Congrès, Royan.
- 2003 : Museo d’Arte Contemporanea, Calasetta, Italien.
- 2004 : L’abstraction géométrique vécue, musée de Cambrai.
- 2005 : De l’écriture au construit, Galerie Quai des Arts, Vevey, avec la Collaboration de la Galerie Zéro l’Infini.
- 2007 : Permanences de l’abstraction géométrique aux Réalités nouvelles, château de Tours.
- 2008 : galerie Art Dune, Japon.
- 2009 : Donation Jeunet, Musée d'art et d'histoire, Neuchâtel.
- 2009 : Biblioteca Wittockiana, Woluwé-Saint-Pierre.
- 2009 : Paris Konkret, 7 positionem, Galerie Martin Wörn, Sulzburg.
- 2010 : Art on paper, Galerie Philippe Samuel, Bruxelles.

## Collections publiques
- Museo civico d’arte contemporanea, Calasseta.
- Musée de Mâcon.
- Musée de Hünfeld.
- Musée de Montbéliard.
- Musée de Cambrai.
- Musée de Neuchâtel.
- Musée de Tomé.

## Publications
- Du construit au signe, Galerie Lahumière, 1989.
- Album lueur, cinq sérigraphies, avec un poème de Frédéric ollivier, Atelier 87, 1995.